# آیگشات، آرماویر
آیگشات (به ارمنی: Այգեշատ) یک روستا در ارمنستان است که در استان آرماویر واقع شده‌است. در ۱۰ کیلومتری جنوب شرق آرماویر، مرکز استان آرماویر واقع شده‌است.

## خصوصیات
آیگشات ۴٫۹۸ کیلومترمربع مساحت و ۲٬۰۵۵ نفر جمعیت دارد و در ۸۵۵ ارتفاع متر (پا) بالاتر از سطح دریا قرار گرفته‌است.
| سال   | ۱۸۳۱ | ۱۸۷۳ | ۱۸۸۶ | ۱۹۱۴ | ۱۹۱۹  | ۱۹۳۱ | ۱۹۵۹  | ۱۹۷۰  | ۱۹۷۹  | ۲۰۰۱  | ۲۰۰۴  |
| جمعیت | ۱۳۶  | ۶۰۴  | ۷۲۹  | ۹۲۰  | ۱٬۰۰۵ | ۸۳۵  | ۱٬۲۵۳ | ۱٬۵۹۰ | ۱٬۶۵۲ | ۱٬۷۵۴ | ۱٬۷۰۰ |